# Karl von Aquitanien
Karl von Aquitanien (* wohl 825 / 830; † 4. Juni 863) war Erzbischof von Mainz von 856 bis 863.
Er war der zweite Sohn des Königs Pippin I. von Aquitanien und dessen Ehefrau Ringart. Er fiel 849 in die Hände Karls des Kahlen und verbrachte die Jahre von 851 bis 854 im Kloster, aus dem er schließlich entweichen konnte. Am 6. März 856 wurde er von Ludwig dem Deutschen zum Erzbischof von Mainz ernannt. Karl hielt 857 eine Synode im Stift St. Alban vor Mainz ab, in dem er später begraben wurde.